# Músculo escaleno mínimo
El músculo escaleno mínimo (Musculus scalenus minimus) es una variación ocasional del músculo escaleno anterior.
Esta se origina a partir de múltiples haces tendinosos adheridos a la cúpula pleural, para ir ascendiendo hasta insertarse en la apófisis transversa de la vértebra C7.
Su tamaño puede variar desde algunas fibras, hasta un músculo desarrollado. Su función depende de su inserción y de su tamaño.